# ル・トロネ修道院

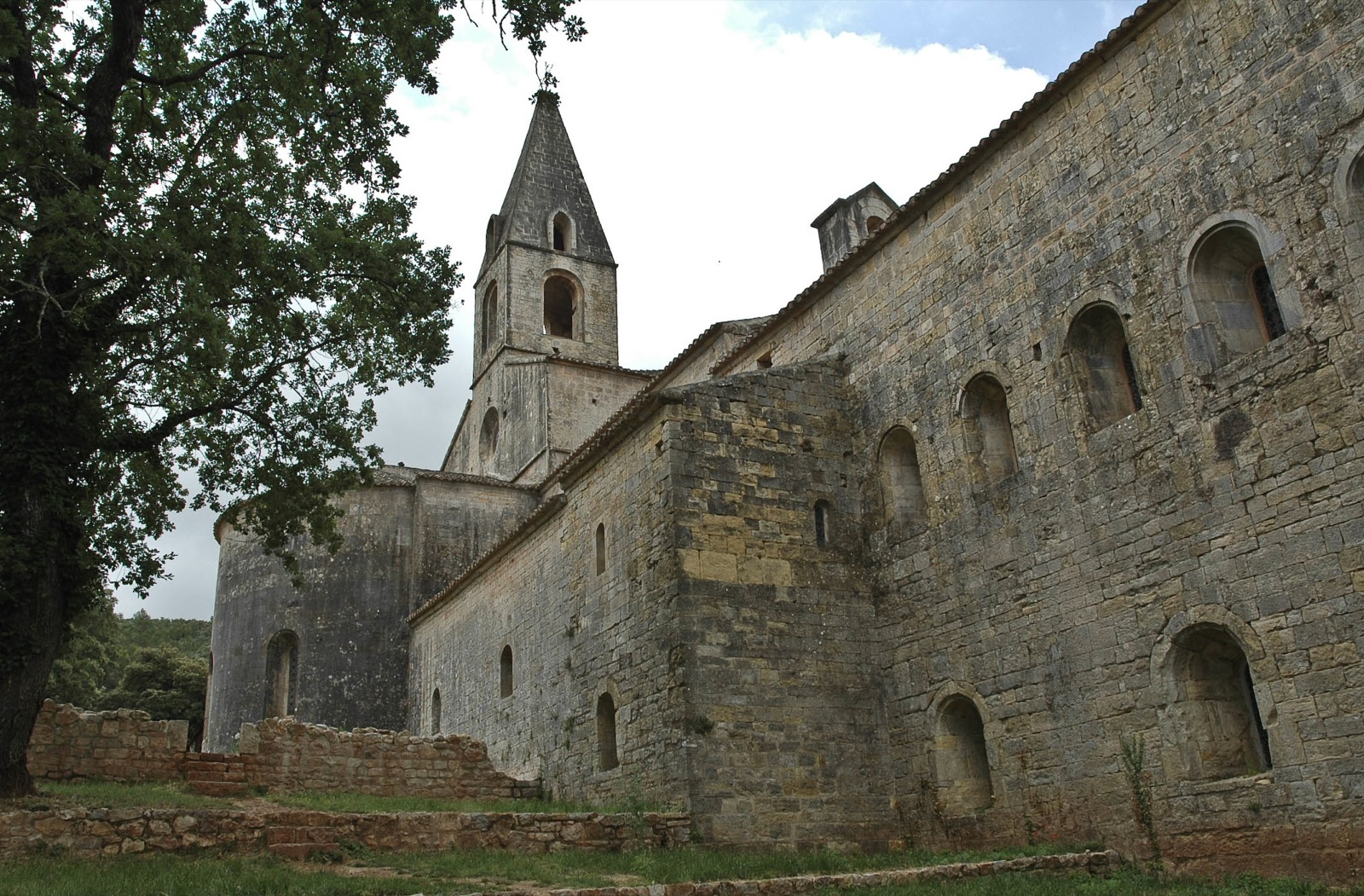
修道院北側

ル・トロネ修道院（ル・トロネしゅうどういん、仏語：L’abbaye Du Thoronet）は南仏プロヴァンス地方、ヴァール県・ル・トロネに設立されたシトー会修道院である。修道院北部の一部は崩壊したものの、現存する建物は1160年から1200年頃にかけて建築されたもので、中世建築の姿を今に残す。

## 設立
1136年に今日のル・トロネから約20キロメートル離れたフロリエージュに設立されたシトー会修道院が土地の寄進をうけ、1147年にル・トロネの地に移転した後、建設したのがル・トロネ修道院である。15世紀からは衰退の道をたどり、18世紀には修道士がいなくなり荒廃するが、19世紀以降は断続的に修復工事が行われている。南仏のプロヴァンス地方に建っていて、シトー会は、世俗の誘惑を断ち切るために、人里離れた場所を敷地に選んだ。近くの村から5キロメートルほどの森の中である。プロヴァンスには、「シトー会の三姉妹」と呼ばれる「ル・トロネ」、「シルヴァカンヌ」、「セナンク」の修道院がそろっている。

## 建物
聖ベルナルドゥスによって確立された、シトー会の建築に関する規則を遵守し、ル・トロネ修道院は石のみを建築材料に人里離れた丘のふもとの傾斜地に建てられ、内外部ともに装飾が排除されている。ただ多くの場合と異なり、中庭とそれを囲む諸施設が北側に配置されていることは丘の傾斜を利用した取水設備の利便を考慮したためと考えられる。また、中庭が水平ではなく傾斜をもつために、それを囲む回廊がそれぞれねじれの関係にあることも例外的である。聖堂北側の諸施設には書庫、聖具室、集会室、大寝室、談話室、大食堂、助修士の建物、貯蔵室があり、中庭北部には洗手堂が設けられている。
建築材料として用いられた石は、修道院近くで採掘される粗く硬い石灰岩である。表面には粗い凹凸があるが、各辺は正確に加工されていて継ぎ目が目立たなくなっている。

### 修道院の全体の配置
大きくは、敷地の南側に、正確に東西を向いた軸線を持つ教会堂（聖堂）があり、その北側に中庭と関連の施設が置かれ、北西側に谷を望んでいる。教会堂内部では東端に半円形のプランで四分の一の一球ドームの架かった至聖所が置かれている。この教会堂の軸に直交する両袖廊に、それぞれ二カ所ずつ修道士の礼拝所が並んでいる。身廊にはわずかに円弧の中心をずらした尖頭アーチの断面系を持つヴォールトがかかり、三対の壁柱で両側から支えられていて、その背後に、側廊が並行している。壁厚は２m扉程度。壁面にある小さな開口部にステンドグラスがはめられている。    

### 聖堂
東西方向を軸に立てられた聖堂は身廊、側廊、翼廊からなり、東側には至聖所が設けられ、その左右には各二つの祭室が並ぶ。聖堂にはわずかに14の窓が厚い石壁に小さく開けられている。また、身廊の尖鋭アーチ断面のトンネル・ヴォールト天井とその全体を分節する横断アーチはロマネスク様式を反映している。

### 集会室
建築年代が比較的遅い集会室の天井にはゴシック建築に顕現するリブ・ヴォールトが架けられている。リブ・ヴォールトを支える円柱の柱頭にはわずかな浮彫が施されており、厳しい修道院の中でも心の和む空間となっている。

### 平面図
ル・トロネ修道院は、ゆるやかな傾斜地に建てられた小さな複合施設で、不整形の回廊を中心とした構成をもち、その周囲には反時計回りに教会堂、書庫、大寝室、大食堂、助修士の建物、貯蔵庫など、生活に必要な空間が付随している。この修道院の全体の配置は、シトー会修道院の基本形式とされるものとほとんど一致している。大寝室は二階にあり、回廊、東歩廊の東側の現存する建物いっぱいの長さを占める。回廊北側の大食堂、暖房室、その上の大寝室は現在では崩壊して現存していない。かつて修道院長室といわれ、現在では聖具室係の寝室ではないかといわれている小部屋は、回廊の東歩廊の南端の上に屋上テラスに張り出して位置する。中央のシンボリックな扉口は存在せず、入り口は教会堂西正面の南側にある南側廊につながる修道士用のものと、西正面の北側にある助修士用のものの二ヶ所のみである。他のシトー会の教会堂の中でもこの扉口の構成は少なく、特徴的と言える。
ファイル:ル・トロネ平面図-01.png

## 影響
ル・コルビュジエ(Le Corbusier)がラ・トゥーレット修道院の設計に際し、設計依頼主であるクチュリエ神父の指示によりル・トロネ修道院を訪れ、多大な影響を受けたことが知られている。
1964年には、南仏やアルジェリアで活躍した建築家であるフェルナン・プイヨンによる小説『粗い石』が刊行されている。12世紀にル・トロネ修道院を建設した建築工匠ギョーム・バルスという架空の修道士を設定し、この修道士の綴る日記という形式で修道院の建設や信仰の問題を描いている。プイヨンは、1967年にル・トロネ修道院を含む3つのシトー会建築の実測図集も出版している。